# Stefan Kurpas
Stefan Otto Kurpas (ur. 22 lutego 1955 w Manchesterze, zm. 26 czerwca 2018 tamże) – brytyjski zapaśnik walczący w stylu wolnym, olimpijczyk.

## Kariera
Siódmy na mistrzostwach Europy w 1984 i czwarty na igrzyskach wspólnoty narodów w 1982 roku, gdzie reprezentował Anglię
. Czterokrotny mistrz kraju w latach 1981, 1982, 1984 i 1985 (85 kg).
Na turnieju olimpijskim w Los Angeles 1984 w kategorii 62 kg pokonał Kally’ego Agogo z Nigerii i przegrał z Christopherem Rinke z Kanady i Włochem z Luciano Ortellim.

## Życie prywatne
Miał trójkę rodzeństwa: braci Paula i Johna oraz siostrę Ann. Mąż Patricii (ur. 1955), z którą miał córkę Anouskę i syna Keitha. 26 czerwca 2018 zmarł w Manchesterze w szpitalu The Christie. Pochowano go na tamtejszym St Joseph's Cemetery w dzielnicy Moston.